# Paranapoema
Paranapoema, amtlich portugiesisch Município de Paranapoema, ist eine kleines Munizip im brasilianischen Bundesstaat Paraná. Es hat 2398 Einwohner, die Paranapoemenser genannt werden und auf einer Gemeindefläche von rund 175,9 km² leben.
Das Gebiet in der Region Nordparaná grenzt linksufrig an den Rio Paranapanema, gegenüber liegt der Bundesstaat São Paulo. 

## Toponymie
Der Name ist eine Zusammensetzung aus den drei Flussnamen Rio Paraná, Rio Pirapó und Rio Paranapanema. Die Stadt gibt die Namensherkunft anderslautend an als von Paraná und poema (Gedicht) hergeleitet.

## Geschichte
Die Ländereien, auf denen sich die Stadt Paranapoema befindet, gehörten den Brüdern Vitorelli. Diese gründeten 1952 die Immobiliengesellschaft Paranapoema. Sie ließen hier städtische und ländliche Grundstücke vermessen und abgrenzen und legten so den Grundstein für die Besiedlung der zukünftigen Stadt. Der Stadtplan von Paranapoema wurde von dem Ingenieur Kleper Gonçalves Palhano ausgearbeitet. Im Jahr 1953 wurde der Ort zum Distrikt Paranapoema von Paranacity erhoben. Durch das Staatsgesetz Nr. 4.844 vom 6. März 1964 wurde Paranapoema aus Paranacity ausgegliedert und zu einer selbständigen Stadt. Die tatsächliche Emanzipation fand am 11. Dezember 1964 statt.

## Geographie

### Lage
Paranapoema liegt im äußersten Norden des Staats Paraná an der Grenze zum Staat São Paulo. Es liegt auf dem Breitengrad 22º38' Süd und dem Längengrad 52º6' West, also in den Tropen etwa 80  Kilometer nördlich des Südlichen Wendekreises. Die Meereshöhe beträgt 397 Meter.

### Vegetation und Klima
Das Biom ist Mata Atlântica. Das Munizip liegt auf der dritten paranaischen Hochebene, dem Terceiro Planalto Paranaense. Der Boden ist fruchtbare Terra Roxa. Die Gemeinde hat tropisches Klima, Aw nach der Klimaklassifikation nach Köppen und Geiger. Die Durchschnittstemperatur ist 23,3 °C. Die durchschnittliche Niederschlagsmenge liegt bei 1292 mm im Jahr. Im Südsommer fallen in Paranapoema mehr Niederschläge als im Südwinter.
Monatliche Durchschnittstemperaturen und -niederschläge für Paranapoema
|                   | Jan  | Feb  | Mär  | Apr  | Mai  | Jun  | Jul  | Aug  | Sep  | Okt  | Nov  | Dez  |   |      |
| Temperatur (°C)   | 25,9 | 25,8 | 25,3 | 24,0 | 20,4 | 19,3 | 19,1 | 21,0 | 23,1 | 24,8 | 25,0 | 25,9 | Ø | 23,1 |
| Niederschlag (mm) | 203  | 153  | 113  | 67   | 84   | 60   | 48   | 47   | 97   | 132  | 131  | 157  | Σ | 1292 |

### Gewässer

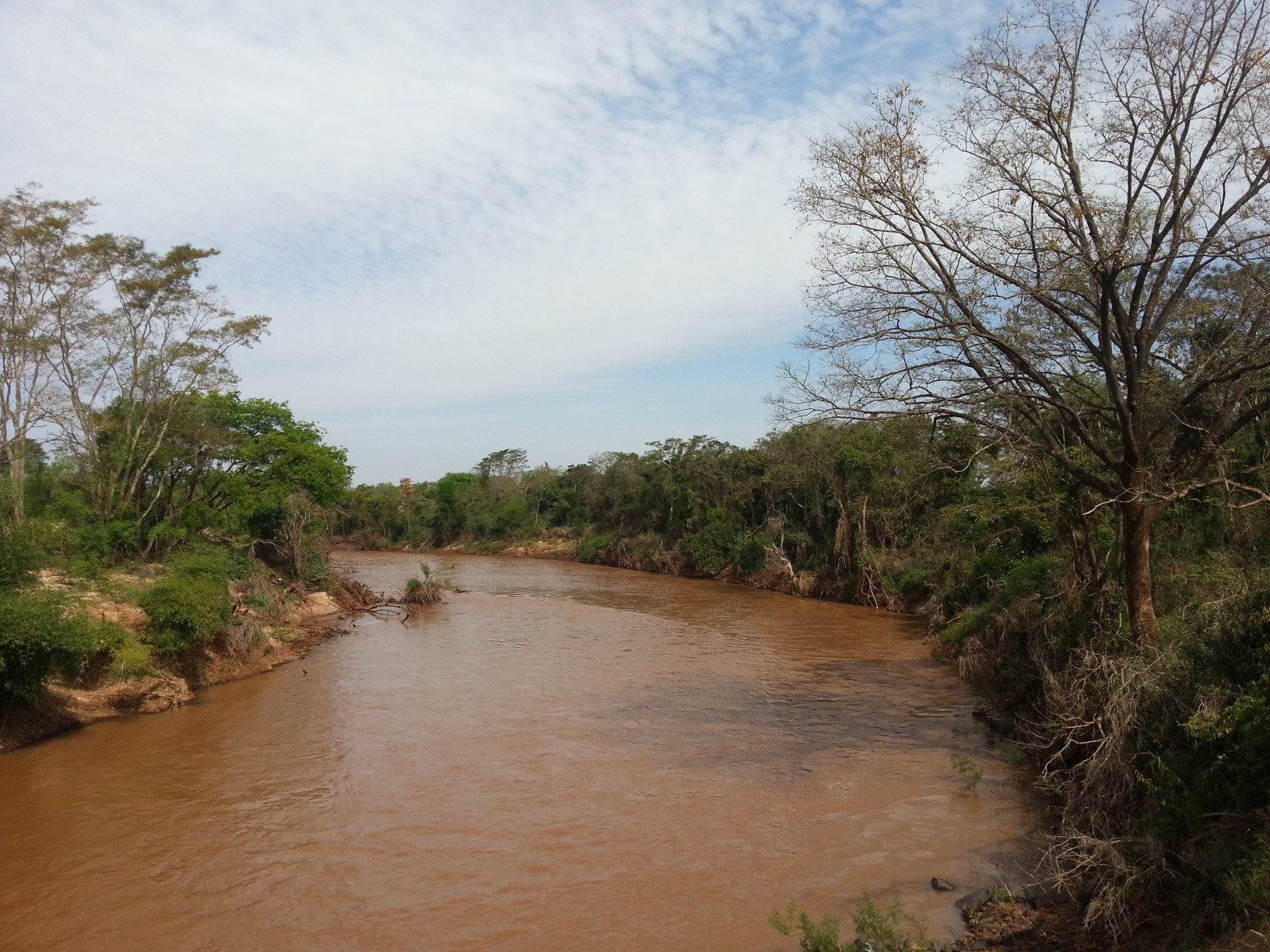
Rio Pirapó bei Paranapoema

Der Pirapó bildet die östliche Grenze des Munizips. Wenige Kilometer nördlich mündet er im Nachbarmunizip Jardim Olinda in den Paranapanema. Dieser markiert die westliche Grenze des Munizips. 

### Straßen
Paranapoema liegt an der Staatsstraße PR-464 von Cruzeiro do Sul nach Jardim Olinda. Von ihr zweigt die PR-340 in Richtung Rolândia und Londrina ab. Die Entfernung zur Hauptstadt Curitiba beträgt 550 km. 
Durch Paranapoema verlief seit vorkolumbischen Zeiten eine Nebenstrecke des Peabiru-Wegs vom Atlantik nach Peru. Diese ging vom Mittellauf des Paranapanema bei Jardim Olinda in südwestlicher Richtung nach Santa Catarina und durchquerte die Gebiete von Paranapoema und Paranacity. Nach der Zerstörung der Reduktionen, die die Jesuiten am Paranapanema zum Schutz der Ureinwohner eingerichtet hatten, geriet der Weg in Vergessenheit.

### Nachbarmunizipien
| Teodoro Sampaio                | Jardim Olinda                               | Itaguajé |
| Parque Estadual Morro do Diabo | Kompassrose, die auf Nachbargemeinden zeigt |          |
| Inajá                          | Paranacity                                  | Colorado |

## Demografie
Die Bevölkerungszahl im Jahr 2020 wurde vom IBGE auf 3241 Einwohner geschätzt. Die Gemeinde steht an 378. Stelle der 399 Munizipien des Bundesstaates.

### Bevölkerungsentwicklung
| Jahr | Einwohner | Stadt | Land  |
| ---- | --------- | ----- | ----- |
| 1970 | 4.036     | 750   | 3.321 |
| 1980 | 2.158     | 1.145 | 1.013 |
| 1991 | 2.455     | 1.983 | 472   |
| 2000 | 2.393     | 2.159 | 234   |
| 2010 | 2.791     | 2.500 | 291   |
| 2022 | 2.398     | ?     | ?     |

Quelle: IBGE (2011) und Volkszählung 2022